# Сигуам
Сигуам (англ. Seguam Island, алеут. Saĝuugamax, Саӷуугамаҳ) — вулканический остров, входит в Андреяновские острова в составе Алеутских островов. В 2000 году на острове проживал 1 человек.

## География
Имеет около 26 км в длину и 10,9 км в ширину. Площадь острова — 207,3 км². Высшая точка острова составляет 1154 м над уровнем моря.
На Сигуаме имеется несколько вулканов, которые с конца XVIII века извергались около 10 раз. Последнее извержение зафиксировано в 1993 году.

## История
В 1759 году на остров высадились русские промышленники с корабля «Св. Владимир».